# Eutrichesis pilosicollis
Eutrichesis pilosicollis är en skalbaggsart som beskrevs av Waterhouse 1882. Eutrichesis pilosicollis ingår i släktet Eutrichesis och familjen Melolonthidae. Inga underarter finns listade i Catalogue of Life.